# Charles Piutau
Pour les articles homonymes, voir Piutau.

a Compétitions nationales et continentales officielles uniquement.

b Matchs officiels uniquement.
Dernière mise à jour le 7 décembre 2022.
Salesi Tu'ipulotu « Charles » Piutau , né le 31 octobre 1991 à Auckland, est un joueur de rugby à XV et de rugby à sept néo-zélandais évoluant au poste d'arrière. Il joue en équipe nationale avec les All Blacks entre 2013 et 2015, puis avec les Tonga depuis 2022, et en franchise avec les Blues de 2012 à 2015, puis avec le club anglais des Wasps la saison suivante. En 2016, il rejoint la province irlandaise de l'Ulster jusqu'en 2018. Il joue avec le club japonais du Shizuoka Blue Revs depuis 2023.
Il peut évoluer également aux postes d'ailier et de centre. Ses parents sont d'origine tongienne.

## Carrière

### En province et en franchise
Les parents de Charles Piutau sont originaires des îles Tonga et immigrent séparément en Nouvelle-Zélande. Ils s'y rencontrent et Charles Piutau naît à Auckland. Il a un frère plus âgé, Siale, qui a choisi de représenter l'équipe des Tonga de rugby à XV.
Lors de la saison 2010 de l'ITM Cup (en), Charles Piutau débute avec l'équipe de la province d'Auckland,. Cette même année, il est élu meilleur joueur des moins de 20 ans de la province d'Auckland.
En 2012, il fait ses débuts en Super 15 avec les Blues.
Le 1er avril 2015, l'Ulster annonce la signature d'un contrat de deux ans avec le joueur avec effet au 1er juillet 2016. En septembre de la même année, il signe un contrat pour disputer la saison 2015-2016 en faveur du club anglais des Wasps.
À l'issue de la saison 2015-2016, il est nommé dans l'équipe type de Premiership.

### En équipe nationale
Charles Piutau joue en 2010 avec l'équipe des Tonga de rugby à XV des moins de 20 ans.
Il évolue avec l'équipe de Nouvelle-Zélande de rugby à XV des moins de 20 ans qui remporte le championnat du monde junior de rugby à XV 2011. Il est le meilleur marqueur de l'équipe du tournoi. Il s'illustre également avec l'équipe de Nouvelle-Zélande de rugby à sept en gagnant la saison 2011-2012 des IRB Sevens World Series.
Charles Piutau fait ses débuts internationaux contre la France à New Plymouth le 22 juin 2013. Il joue régulièrement de nouveaux matchs avec les All Blacks en 2013. Il est remplaçant les six premiers matchs avant de devenir titulaire contre l'Australie le 19 octobre 2013 à Dunedin. Il marque deux essais contre le Japon le match suivant, puis un contre la France. Fin 2013, il a disputé 10 matchs avec les All Blacks pour 10 victoires et quatre titularisations.
Il dispute quatre nouvelles rencontres internationales lors des matchs de fin d'année, d'abord face à l'Australie en octobre puis en novembre les États-Unis, l'Écosse et le pays de Galles. En juillet 2015, il dispute trois matchs, face au Samoa puis à deux rencontres du Rugby Championship face à l'Argentine puis l'Afrique du Sud. Il n'est finalement pas retenu pour la disputer la Coupe du monde 2015.

## Palmarès
Charles Piutau remporte une édition du Rugby Championship. Lors de celle-ci, il participe à cinq rencontres sur les six disputées par les All Blacks, remportant cinq victoires.
Avec l'équipe de Nouvelle-Zélande de rugby à XV des moins de 20 ans, il remporte le championnat du monde junior de rugby à XV 2011. Au rugby à sept, il gagne la saison 2011-2012 des IRB Sevens World Series.
| Édition                 | Rang | Résultats Nouvelle-Zélande | Résultats Charles Piutau | Matchs Charles Piutau |
| ----------------------- | ---- | -------------------------- | ------------------------ | --------------------- |
| Rugby Championship 2013 | 1    | 6 v, 0 n, 0 d              | 5 v, 0 n, 0 d            | 5/6                   |
| Rugby Championship 2015 | 2    | 2 v , 0 n, 1 d             | 2v , 0 n, 0 d            | 2/3                   |

Légende : v = victoire ; n = match nul ; d = défaite ; la ligne est en gras quand il n'y a aucune défaite.
Charles Piutau dispute une saison des World Rugby Sevens Series, en 2011-2012. Cette saison, les néo-zélandais remporte le circuit mondial.
Palmarès de Charles Piutau par tournois :
- South Africa, New Zealand et Scotland
- Australia, USA et Hong Kong
- Japan

## Statistiques en équipe nationale

### En rugby à XV
Au 25 juillet 2015, Charles Piutau compte dix-sept capes avec les All Blacks, pour un bilan de dix-sept victoires et dix titularisations. Sur ces rencontres, sept sont disputées dans le cadre du Rugby Championship, avec six victoires.
| Année | Compétition        | Matchs | Points | Essais |
| ----- | ------------------ | ------ | ------ | ------ |
| 2013  | Test matchs        | 5      | 15     | 3      |
| 2013  | Rugby Championship | 5      | -      | -      |
| 2014  | Test matchs        | 4      | 5      | 1      |
| 2015  | Test matchs        | 1      | 0      | 0      |
| 2015  | Rugby Championship | 2      | 5      | 1      |
| Total | Total              | 17     | 25     | 5      |

### En rugby à sept
| Saison    | Statistiques | Statistiques | Statistiques | Classement final | Tournois disputés | Vainqueur du tournoi | 2e place | 3e place |
| Saison    | M            | Ess          | Pts          | Classement final | Tournois disputés | Vainqueur du tournoi | 2e place | 3e place |
| --------- | ------------ | ------------ | ------------ | ---------------- | ----------------- | -------------------- | -------- | -------- |
| 2011-2012 | 42           | 14           | 70           | 1er              | 8/9               | 3                    | 3        | 1        |
| Total     | 42           | 14           | 70           | -                | 8                 | 3                    | 3        | 1        |